# Дева святого Грааля (1857)
«Дева святого Грааля» — акварель английского художника-прерафаэлита Данте Габриэля Россетти, созданная в 1857 году. Существует одноимённая работа маслом Россетти, созданная в 1874 году. На данный момент произведение находится в собрании галереи Тейт.
Сюжет акварели взят из Артуровского цикла легенд, в частности, поэмы Томаса Мэлори «Смерть Артура». Персонаж Девы Святого Грааля, ставший в произведении Мэлори эпизодическим, получил своё раскрытие в живописи Россетти неоднократно. В 1850-х и начале 1860-х годов Россетти и другие прерафаэлиты часто обращались к мотивам Артурианы. Сцены из «Смерти Артура» Россетти изобразил на фресках зала Оксфордского Союза. В 1856 году Уильям Моррис заказал у Россетти «Деву Святого Грааля» вместе с картинами «Синий шкаф» и «Мелодия семи башен».
В отличие от картины 1874 года, акварели присуща простота стиля и некоторый примитивизм, которые вместе с цветовым исполнением работы придают ей сходство с работами мастеров Средневековья, а изображение героини подобно образам с икон. Работа обладает чёткой композицией и простотой цвета, характерной для ранних акварелей Россетти, однако в ней уже просматриваются и черты удаленности и мистицизма, характерные для его более поздних женских портретов. Искусствовед Генри Марилльер, сравнивая две одноимённые работы, отдавал предпочтение ранней акварели, считая что работу 1874 года Россетти «испортил» лишними модернизациями.
На авкарели изображены евхаристические символы. В левой руке дева держит золотую чашу, наполненную кровью, и корзину с хлебом, а правая рука поднята в жесте благословения. Над головой девушки, обрамлённой нимбом, изображён Святой дух в образе голубя. Россетти, вероятно, хотел противопоставить духовную чистоту Девы греховности королевы Гвиневры, чей образ также фигурировал в его работах. Предположительно, натурщицей для Девы Святого Грааля стала Элизабет Сиддал, прежде уже позировавшая в этом образе для других картин Россетти.